# Cape Fear (film fra 1962)
 For alternative betydninger, se Cape Fear. (Se også artikler, som begynder med Cape Fear)
Cape Fear er en amerikansk thrillerfilm fra 1962 instrueret J. Lee Thompson og baseret på James R. Webbs roman The Executioners.
Martin Scorsese lavede i 1991 et remake med Robert De Niro og Nick Nolte i hovedrollerne.

## Medvirkende
- Robert Mitchum
- Gregory Peck
- Martin Balsam
- Telly Savalas
- Barrie Chase
- Polly Bergen
- Lori Martin

## Ekstern henvisning
- Cape Fear på Internet Movie Database (engelsk)
- Cape Fear på Filmdatabasen
- Cape Fear på Scope
- Cape Fear i Svensk Filmdatabas (svensk)
- Cape Fear på AlloCiné (fransk)
- Cape Fear på MovieMeter (nederlandsk)
- Cape Fear på AllMovie (engelsk)
- Cape Fear hos American Film Institute (engelsk)
- Cape Fears profil hos Encyclopædia Britannica Online (engelsk)
- Cape Fear på Turner Classic Movies (engelsk)